# Saba Lobjanidze
Saba Lobjanidze (georgià: საბა ნოზარიძე, romanitzat: saba lobzhanidze, pronunciat [saba lobʒanidze]; nascut a Tblisi el 18 de desembre de 1994, és un futbolista professional georgià que juga a l'Atlanta United de la Major League Soccer i a la selecció nacional de Geòrgia.

## Trajectòria

### Inicis a Geòrgia
Nascut a Tbilisi, Lobjanidze va començar a jugar al Norchi Dinamoeli als 10 anys. Més tard es va unir a les categories inferiors del Dinamo Tbilisi. Va debutar amb el primer equip en una victòria a casa contra el Samtredia per 2 a 0. Després de dues temporades al Dinamo, va ser el 2016 va jugar cedit uns mesos al FC Chikhura Sachkhere. Durant les tres temporades al Dinamo Tbilisi, va guanyar una liga, dues copes i una supercopa.

### Randers
El juny de 2017, Lobjanidze va signar un contracte de tres anys amb el Randers de la Superliga Danesa. L'abril de 2018, en sis partits, Lobjanidze va marcar sis gols per al Randers, inclòs un hat-trick contra Sønderjyske, que li servir per guanyar el premi al Jugador del Mes. A més, va ser nomenat dues vegades a l'equip de la setmana a la Superliga danesa.

### MKE Ankaragucu
El 30 de gener de 2020, Lobjanidze va signar amb el club de la superlliga turca MKE Ankaragücü. Va fer el seu debut el 2 de febrer en un empat a la lliga 1-1 contra Kasımpaşa.

### Hatayspor
El juny de 2021, Lobjanidze va signar un contracte de tres anys amb l'Hatayspor, després dels descens a segona divisió de l'Ankaragücü
Després dels terribles terratrèmols del 2023 a Turquia i la posterior retirada de l'Hatayspor de la lliga el febrer de 2023, es va unir al Fatih Karagümrük  d'Istambul cedit fins al final de la temporada.

### Atlanta United
A principis d'agost de 2023, Lobjanidze es va traslladar a l'Atlanta United de la MLS amb un contracte de tres anys. Va acabar la temporada regular de la MLS 2023 amb 3 gols i 4 assistències en 9 partits.
El 30 de maig de 2024, Saba Lobjanidze va ser nomenat Jugador de la Jornada després que el seu primer doblet a la MLS guiés l'Atlanta United a una victòria per 3-1 a l'Inter Miami CF. El 20 de juliol de 2024, Lobjanidze es va convertir en el sisè jugador de la història del club a fer almenys 20 gols en els seus primers 30 partits amb l'equip. Lobjanidze va acabar la temporada regular de la MLS amb 9 gols i 3 assistències en 30 partits. El seu gol a l'última jornada de la temporada contra l'Orlando City va ajudar a Atlanta United a guanyar-se un lloc als Playoffs del 2024. El seu gol al primer partit dels vuitens de final contra l'Inter Miami CF de Leo Messi el 25 d'octubre de 2024 va esdevenir clau per eliminar als de Florida.

## Selecció de Geòrgia
Després d'haver jugat amb la selecció de futbol sub-19 i amb la sub-21, finalment va debutar amb la selecció absoluta el 23 de gener del 2017. Ho va fer en un partit amistós contra l'Uzbekistan que va finalitzar amb un resultat d'empat a dos després els gols de Teimuraz Shonia i del mateix Lobjanidze per a Geòrgia, i un doblet d'Eldor Shomurodov per a l'Uzbekistan.
Lobjanidze va ser uns dels jugadors que va participar amb la selecció de Geòrgia a l'Eurocopa 2024 d'Alemanya.

## Estadístiques

### Clubs
| Club                          | País         | Any       | Partits | Gols |
| ----------------------------- | ------------ | --------- | ------- | ---- |
| FC Dinamo Tbilisi II          | Geòrgia      | 2013-2014 | 19      | 5    |
| FC Dinamo Tbilisi             | Geòrgia      | 2014-2016 | 47      | 4    |
| FC Chikhura Sachkhere (cedit) | Geòrgia      | 2016      | 17      | 11   |
| FC Dinamo Tbilisi             | Geòrgia      | 2016-2017 | 13      | 7    |
| Randers FC                    | Dinamarca    | 2017-2020 | 91      | 32   |
| Ankaragücü                    | Turquia      | 2020-2021 | 53      | 4    |
| Hatayspor                     | Turquia      | 2021-2023 | 61      | 9    |
| Fatih Karagümrük SK (cedit)   | Turquia      | 2023      | 10      | 2    |
| Atlanta United FC             | Estats Units | 2023-     | 70      | 14   |

Actualitzat a 10 de juny de 2025

### Selecció
| Selecció Nacional | Any   | Partits | Gols |
| ----------------- | ----- | ------- | ---- |
| Geòrgia           | 2017  | 3       | 1    |
| Geòrgia           | 2018  | 2       | 0    |
| Geòrgia           | 2019  | 3       | 1    |
| Geòrgia           | 2020  | 5       | 0    |
| Geòrgia           | 2021  | 9       | 0    |
| Geòrgia           | 2022  | 7       | 0    |
| Geòrgia           | 2023  | 6       | 1    |
| Geòrgia           | 2024  | 2       | 0    |
| Geòrgia           | 2025  | 3       | 1    |
| Total             | Total | 40      | 4    |

Actualitzat a 10 de juny de 2025

## Palmarès

#### Dinamo Tbilisi
- 1 Erovnuli Liga: 2015–16
- 2 Copes David Kipiani:: 2014-15, 2015-16
- 1 Supercopa de Geòrgia: 2014-15

#### Individual
- Ordre d'Honor de Geòrgia: 2024[15]